# 参謀本部廃止論
参謀本部廃止論（さんぼうほんぶはいしろん）は大正時代に原内閣与党の立憲政友会で唱えられた主張で、陸軍参謀本部及び海軍軍令部を廃止しようとする主張。

## 経緯
大日本帝国憲法において統帥権は天皇の大権の一部とされて、行政権をつかさどる内閣の管轄外であった。しかも、軍部大臣現役武官制によって軍部大臣の任命権も制約されたために、たびたび、内閣と軍部の対立を招いた。
大正政変以後、軍部大臣現役武官制は緩和されたものの、大正デモクラシーや国際協調論の高まりによって軍部の統帥権そのものにメスを入れるべきだという意見が高まった。吉野作造があらわした『帷幄上奏論』はその代表的な意見である。
1920年4月に、当時、遂行中のシベリア出兵において、原内閣の撤退方針に反対する参謀本部が極秘に画策して現地で武力衝突を起こして派兵を引き伸ばそうとしたことが政府・与党の反感を買った。
その空気を受けて、1920年9月に高橋是清大蔵大臣が「内外国策試見」を起草して、10月15日に原敬内閣総理大臣・田中義一陸軍大臣に提示した。高橋は、軍部、特に、参謀本部が統帥権を盾に政府の支持に従わない反面、内政・外交・経済政策に介入しようと図っており、政府の国内外からの信用をおとしめていると主張した。だが、田中は反対し、原も元老山縣有朋らとの衝突を避けるために実行不可能な案としてこれをしりぞけたため、この話は立ち消えとなる。
だが、原・高橋総裁下の政友会では軍部・元老への反感から軍部大臣文官化論などがくすぶり続け、田中義一の総裁就任時の統帥権への不介入要求まで続くことになる。